# 尤里·格里戈里耶夫
尤里·因诺肯季耶维奇·格里戈里耶夫（羅馬化：Yuriy Innokent'yevich Grigor'yev；1969年9月20日）是俄罗斯政治人物，第八届国家杜马代表。
1987年，格里戈里耶夫开始在雅库茨克一所中学的物理柜担任实验室助理。1988年至1989年，他在苏联军队服役。1993 年至2013年，他领导工业企业Agroteks LLC。2014年4月，他成为雅库特地区公共基金会主席，以促进对祖国“俄罗斯北方”的爱国主义和热爱的教育和形成。2013年至2021年，担任第五届和第六届萨哈共和国国家议会代表。2021年9月起，他担任第八届国家杜马代表。